# Pierre Soletti
Pierre Soletti est poète, dramaturge et éditeur français.
Son œuvre est marquée par le rejet des fatalités de l'existence, de la barbarie et l'amertume devant la brièveté de la vie — non sans humour et un sens aiguisé de la formule, comme en témoigne sa pièce de théâtre Auguste ne sait plus grand-chose du monde.
Il est également auteur de romans, récits, nouvelles, chansons, contes, albums pour la jeunesse, spectacle vivant, même s'il se revendique poète avant tout. 
Il donne de nombreuses lectures et performances publiques.
Parallèlement, il confectionne des expositions pour des musées, galeries et divers lieux plus ou moins consacrés à l'art (ses écrits et écarts picturaux se retrouvent régulièrement sur les murs des cités).
Traduit en anglais, en italien, en slovène,,, en arabe et en catalan.
Auteur associé de la Maison de la poésie de Tinqueux ‒ Centre de Créations pour l'Enfance, membre du collectif Ma-Théâ (Marionnettes et Théâtre), et du groupe Facteur Zèbre.

## Publications
- 36000 choses à faire avant de rejoindre Perec, Collection Lune de poche, Les Carnets du Dessert de Lune, 2024
- De la pluie sur les sièges, L'Atelier des Noyers, 2024
- ILLETTRÉE LITTÉRAIRE suivi de PERPÈTE (ou l'inverse), Les éditions du Pourquoi Pas ?, Collection Faire humanité, avec des illustrations d'Emma Morison, 2023
- SHAKESPEARE DANS UNE BAIGNOIRE, illustrations Ernest Pignon-Ernest, Ingres et l’auteur, Dernier Télégramme, 2023
- J'aurais voulu t'écrire un poème suivi de Je dirais que j'ai raté le train, Les Venterniers, 2023
- J'en ai vu, Les Venterniers, 2023
- Je t'aime, c'est décidé, poème-affiche, Les Venterniers, 2023
- Le temps de compter sur tes doigts, Les éditions du Petit Flou, collection Bol de lune, 2023
- Projet DELTA(S), Livre-CD-DVD, avec Patrice Soletti, Mazeto Square, 2022
- Feuillets d'herbe, illustrations de Valérie Linder, Atelier des Noyers, 2022
- Tu me diras le vent, Les éditions du Petit Flou, collection Le coup de pied dans la lune, 2021
- Poèmes par-dessus les toits, illustration de Gabriella Corcione, Le port a jauni, 2021
- Clap hands, Atelier du Hanneton, 2021
- Comme un bateau de rouille bu par l'océan, encres de Sylvie Villaume, Les lieux-dits éditions, 2020
- De l'incendie dans une boîte d'allumettes, livre-CD : musique Barre Phillips / featuring Patrice Soletti ; graphisme Sylvain Moreau, Collection Double Zeste ‒ Maison de la poésie Rhône-Alpes, 2019
- Encorps vivant, livre-CD avec Patrice Soletti [guitare solo], préface de Marc Ribot, Dernier Télégramme, 2009, réédition 2019
- Fragments # 10493, 160 exemplaires typo-sérigraphiés, Color Gang, 2019
- 10 idées noires à colorier, Le Ô des mots, 2019
- DOWNTOWN 18, interventions d'Yves Olry, Color Gang, 2019
- Tu seras toujours plus qu'un million de battements de cils, illustrations d'Alexia Atmouni, Atelier des Noyers, 2018
- d.drone, 70 exemplaires signés, accompagnés de monotypes originaux d'Yves Olry, Color Gang, 2018
- Il n'est pas nécessaire, 80 exemplaires en typographie dont 15 accompagnés d'une estampe originale d'Yves Olry, Color Gang, 2018
- URGENT, volume 3, accompagné d'un vinyle (33 tours), Dernier Télégramme ‒ L'oreille électrique, 2018
- Libéré sur Paroles, essai sur Jacques Prévert, in Rumeurs, 2018
- Petit Théâtre Nomade, illustrations de Gaëlle Allart, Centre de Créations pour l'Enfance, 2017
- Poèmes pour affronter le beau temps (& profiter du mauvais), gravures de Clothilde Staës, Le port a jauni, 2017
- Le silence, ses rebords, La passe du vent, 2017
- Boomerang transi, peintures de Lude Soletti, Faï fioc, 2017
- Tirage limité, catalogue d'exposition (pour les éditions de Rivières), Centre de Créations pour l'Enfance, 2016
- Je ne sais pas dessiner, illustrations de Guy Calamusa, Les éditions du Frau, 2015
- Poste restante, interventions graphiques d'Yves Olry, Maelström, collection Bookleg, 2015
- À vous de voir, Musée Ingres ‒ collection dØuble zérØ, 2015 (mis en page par Nicolas Claveau) avec une œuvre d'Ernest Pignon-Ernest & un dessin-collage préparatoire de Ingres
- http 404, Les éditions du Petit Flou, collection Le coup de pied dans la lune, 2015
- Ton sourire est absolu, in Les mains fertiles, Bruno Doucey ‒ MPRA, 2015
- Muséhomme, postface de Katia Bouchoueva, Le pédalo ivre, 2014
- SPOME, in revue VA !, Centre de Créations pour l'Enfance, 2014
- Je travaille pas, collection Petit VA!, 2014
- Abribus, encres d'Emmanuelle Van Winsberghe, Rafael de Surtis, 2014
- Quand le vent chante, illustrations de Sylvie Durbec, Les Carnets du Dessert de Lune ‒ collection Lalunestlà, 2014
- J'aime, illustrations de l'auteur, Møtus, collection Mouchoir de poche, 2013
- Avec un voyage collé aux joues, illustrations de Valère Argué, Les éditions du soir au matin, 2013
- Tout est cousu d'avance, Asphodèle éditions ‒ collection confettis, 2013
- Défile le paysage, interventions graphiques de l'auteur, Les éditions du soir au matin, 2013
- Je songe, Les éditions du soir au matin, 2013
- Chien d'orchestre, Les éditions du soir au matin, 2013
- & cætera, interventions graphiques de l'auteur, Dernier Télégramme, 2012
- URGENT !! volume 2, livre-CD, design Nicolas Claveau, Dernier Télégramme ‒ L'oreille électrique, 2012
- Je dirais que j'ai raté le train, illustrations d'Amélie Harrault, éditions Les Carnets du Dessert de Lune, 2012
- En me cognant au livre, le titre m'est apparu, école supérieure d'art & design de Valence/Grenoble [workshop], 2012
- Comptines qui collent aux doigts, illustrations de Claire Hemery, Asphodèle éditions, 2012
- &crire, Color Gang, 2011
- Voyage à la roue voilée, éditions Microbe, 2010
- Ton geste fait la pluie, in Bacchanales n°44, MPRA, 2009
- De la balle qui voyage à l'intérieur de la tête, Les éditions du soir au matin ‒ collection écho pli, 2009
- J'aurais voulu t'écrire un poème, illustrations de Valère Argué, postface de Jean-Marc Flahaut, Les Carnets du Dessert de Lune, 2008
- Ma poésie est toute petite, Les éditions du soir au matin, collection mise en pli, 2008
- La Gare, peintures d'Amélie Harrault, Les éditions du soir au matin, 2008
- Stigmates de l'absence, photographies de Valère Argué, Les éditions du soir au matin, 2006, tirage limité
- Buildings, empreintes d'Emmanuelle Van Winsberghe, postface de JC Belleveaux, éditions Rafael de Surtis, 2005
- La démarche reggae du dromadaire, suivi de Début dans les barques, éditions Encres Vives, 2004
- Pièces détachées de magie ordinaire, éditions Encres Vives, 2003

A publié dans de nombreuses revues et ouvrages collectifs, dont récemment Ces mots traversent les frontières, Castor Astral, 2023 et Frontières, petit atlas poétique, Bruno Doucey, 2023.

## Livres d'artiste
- FRAGMENT DU LIVRE « IN MEMORIAM - D40 » 2024 – COLLECTION DE 59 OPUS avec Sylvie Tubiana
- Fragment # 10493 sur des chutes d'encres d'Yves Olry, Color Gang, 2019 (tirage unique)
- Dés joués // raccourcis des jardins, gravures d'Yves Olry, Color Gang (tirage unique), 2019
- Correspondances endommagées, pliage imprimé en typographie, timbré et tamponné par Yves Olry, MPRA, 2017
- La montée de Cordes sur Ciel, avec une peinture d'André Jolivet, éditions Voltige ‒ collection Little Big Book, 2017
- Chant de guerre, interventions plastiques d'Yves Olry, Les éditions de Rivières, 2016 (précédemment publié in Bacchanales # 51)
- ANATOMiX, avec des planches d'Yves Olry, 2016 (tirage unique)
- D.DRONE, contient de véritables drones d'Yves Olry, 2016 (tirage unique sur des billets d'avion)
- Il n'y a pas d'O dans le mot bulle, aquarelle + encre de Thésée, collection Les élixirs poétiques, Arthésée éditions, 2015
- SPAMBOX, encrage, tamponnage, peinturage et collages d'Yves Olry & l'auteur, 2015 (tirage unique)
- Accrochés au ciel, aquarelles + encre de Chine de Thésée (+ galets glanés par ses soins), collection Les parallèles, Arthésée éditions, 2014
- Visages sans demeure, peintures et ciselures de Michel Julliard, 2014
- La nuit, je recompte mes failles, découpes et dessins de Thierry Lambert, éditions Le galet, 2014
- Encore plus rouge,  découpes et dessins de Thierry Lambert, éditions Le galet, 2014
- Il faudrait se boucher les oreilles pour mieux entendre, découpes et dessins de Thierry Lambert, éditions Le galet, 2014
- Les treuils de silence, aquarelles + encre de Chine de Thésée autour d'une ammonite de St Hilaire de Brens, collection Les parallèles, Arthésée éditions, 2014

## Traduction
- L'esprit de la tortue est petit et très vieux de Tone Škrjanec (traduit du slovène avec Mateja Bizjak Petit), Collection déplacementS (Maison de la poésie de Tinqueux), 2014

## Jeu d'artiste
Des bouts de villes, dans la collection Jeux d'artiste créée et dirigée par Sylvain Moreau, Centre de Créations pour l'Enfance, 2016

## Enregistrements
- DELTA(S), un bleu infini, compositions Patrice Soletti, Ramon Prats ; textes Pierre Soletti, Rosa Pou, Mazeto Square, 2022
- DOWNTOWN # 18 (avec Facteur Zèbre), Color Gang, 2020
- Encorps vivant, livre-CD avec Patrice Soletti [guitare solo], Dernier Télégramme, 2009, réédition 2019
- De l'incendie dans une boîte d'allumettes, livre-CD : musique Barre Phillips / featuring Patrice Soletti ; graphisme Sylvain Moreau, Collection Double Zeste ‒ Maison de la poésie Rhône-Alpes, 2019
- TOUT CE QUE TU VEUX (avec Facteur Zèbre), Color Gang, 2019
- BLANC, (textes), 2018
- URGENT, volume 3, Dernier Télégramme ‒ L'oreille électrique (33 tours), 2018
- L'album idéal, livre-cd avec Facteur Zèbre, Baz'Art des mots ‒ Ginkgo éditeur, 2016
- PostCards (textes français), avec L'Electric Pop Art Ensemble, alambik:musik, 2015
- URGENT !! Volume 2, livre-CD, design Nicolas Claveau, Dernier Télégramme ‒ L'oreille électrique, 2012

## Filmographie
- DELTA(S), de racines et d'envol (55'00), Mazeto Square, 2022[11]
- Un tout petit poème par Thésée. Captation de l'intégralité du poème "Ma poésie est toute petite" au festival de Lodève (Hérault) en juillet 2013, avec la présence de Michel Butor. (5'00) HD 16/9 DVD, Arthésée-Création[12].
- Rencontre avec les lettres, Michel Julliard, Michel Butor, Bernard Noël par Thésée (56'), Arthésée-Création[12].

## Expositions
- À la recherche de marges habitables, avec Yves Olry, 2020
- JE ÊTRE POÊTRE, avec Yves Olry, Semaine de la poésie, 2019 (Clermont-Ferrand) ; Hall de la Maison Communale de Saint-Martin d'Hères, 2019 ; Festival Idéclik, 2019 ; Les pérégrinations (Jura), 2019

- Partitures, Librairie N'a qu'1 œil, Bordeaux, 2015

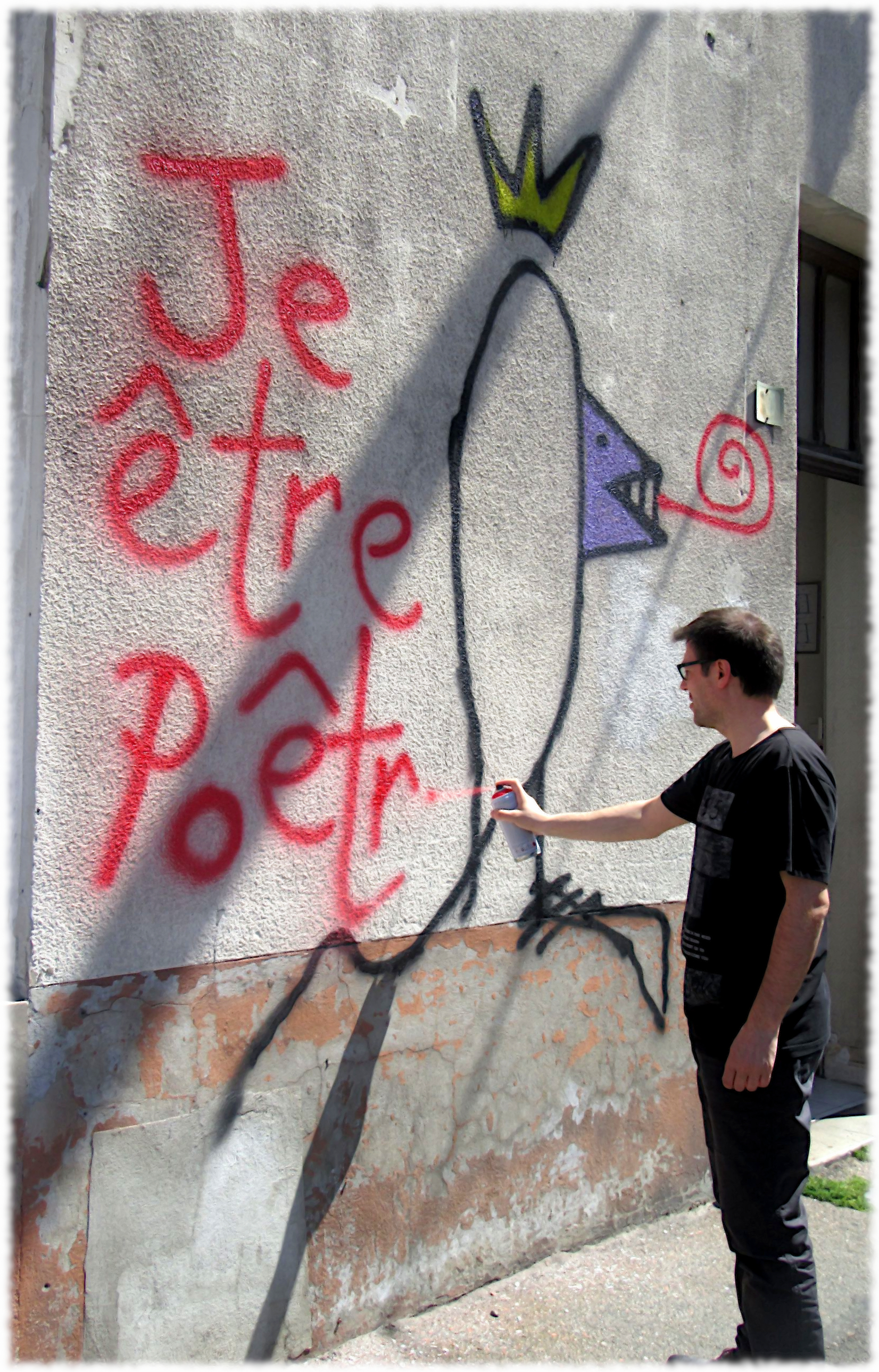
Je être poêtre

- Défile le paysage, Centre international d'art et du paysage de Vassivière – Festival Destination Ailleurs, 2013
- & cætera, Musée de l'Abbaye, Saint-Claude, 2012 ; Galerie Le Neuf, Lodève, 2013 ; Théâtre de l'Union, Limoges, 2014
- Copeaux&sie, avec des sculptures de Norbert Joblin, Espace Niel, Maison des associations/Mairie de Toulouse, 2012
- 24 secondes de poésie pure, encres, kraft & carton d'Emmanuelle Van Winsberghe, au Château de Gaujac (Gard), du 14 juin au 5 août 2008
- Stigmates de l'absence, photographies de Valère Argué, Centre Européen de Poésie d'Avignon, du 2 au 31 mai 2006, dans le cadre du "mois du livre d'art d'Avignon"

## Spectacles
- Projet DELTA(S), spectacle franco-catalan, 2022/2023
- DOWNTOWN # 18, interventions plastiques d'Yves Olry, Facteur Zèbre, 2020
- D'accord, Collectif VRAC, 2019
- Coucou/Kuku (Franco-slovène), Centre de Créations pour l'Enfance (CCE) | TNS | Ma-Théâ, 2019
- Mon cher papa, CCE | Ma-Théâ, 2018
- J'expire, j'expire pas (adaptation chronométrique de La nuit des rois de William Shakespeare), CCE | Ma-Théâ, 2017
- Herbes Folles, CCE | Ma-Théâ, 2017
- Auguste ne sait plus grand-chose du monde, CCE | Ma-Théâ, 2017
- Et nous dansons parmi les dinosaures, Facteur Zèbre, 2016
- Petit VA Partout, CCE, 2016
- Petit Théâtre Nomade, CCE, 2016
- PostCards, L'Electric Pop Art Ensemble, 2015
- Dernière station à gauche après Jupiter ou le voyage climatisé à l'intérieur d'un spoutnik tout neuf, musique de Philippe Le Goff, concert performance, CCE | Le Carré Blanc, 2014
- Sur la corde raide, projections graphiques de Nicolas Claveau, musiques de L'Electric Pop Art Ensemble, 2008
- BUILDINGS, forêt humaine, jungle urbaine, 4 mètres de partition graphique de Patrice Soletti sur des projections plastiques de Nicolas Claveau, 2008

Dans le cadre des Cartes Blanches proposées par le Centre de Créations pour l'Enfance ‒ Maison de la poésie de Tinqueux au Carré Blanc :
- Quand la poésie va, tout va, Vincent Tholomé (voix ‒ textes), Marc Lauras (violoncelle), Pierre Soletti (batterie), 2018
- Jean-Pierre Siméon & l'orchestre du jour, Jean-Pierre Siméon (voix ‒ textes), Marc Lauras (violoncelle, voix), Pierre Soletti (batterie, voix), 2017
- Serge Pey se livre, Serge Pey (voix ‒ textes), Marc Lauras (violoncelle), Pierre Soletti (batterie), 2016
- Zéno Bianu sort le Grand Jeu, Zéno Bianu (voix ‒ textes), Marc Lauras (violoncelle), Pierre Soletti (batterie, voix), 2015
- Petit VA Partout, Collection de poésie Petit VA, portée à la scène par Pierre Soletti & la Caravane de l'Est, 2015
- Dernière station à gauche après Jupiter ou le voyage climatisé à l'intérieur d'un spoutnik tout neuf, musique de Philippe Le Goff, concert performance, CCE | Le Carré Blanc, 2014